# 西北组曲
《西北组曲》（曾名《西北第一组曲》，但是作者并没有创作《西北第二组曲》。亦曾名《黄土地组曲》）是作曲家谭盾1986年应台北市立国乐团指挥陈澄雄委约，运用谭盾自己的舞剧黄土地中的音乐素材创作的民乐组曲。
- 第一乐章：老天爷下甘雨
- 第二乐章：闹洞房
- 第三乐章：想亲亲
- 第四乐章：石板腰鼓

## 录音情况
- 台北市立国乐团《西北组曲》，陈中申指挥，全曲，上扬唱片
- 上海民族乐团《1999年新年音乐会》，曹鹏指挥，演出第一、第四乐章，龙音唱片。
- 香港中乐团《山水响》，阎惠昌指挥，全曲，雨果唱片。
- 中央民族乐团，汤沐海指挥，BMG唱片

## 版本情况
尽管《西北组曲》是一个已经由作者定稿的作品，中央民族乐团在演出的时候还是对作品第一乐章进行了修改。第一乐章《老天爷下甘雨》的开头原本利用了很多不諧和音来营造干旱无雨的景状，而且长达数分钟。在中央民族乐团的版本中，这个开头被简化了，因为他们认为观众无法接受长时间的无旋律不諧和音。同时，《老天爷下甘雨》裡面引用的信天游在中央民族乐团的版本里配上了歌词，而不是用原稿上的中音唢呐独奏。因此，这个乐章有时候也叫《信天游》。上海民族乐团则将独奏的中音唢呐改成了管子。